# Вэньань
Вэньань (кит. упр. 文安, пиньинь Wén'ān) — уезд городского округа Ланфан провинции Хэбэй (КНР). Уезд назван по находящемуся на его территории водоёму.

## История
Уезд был создан ещё при империи Хань в 202 году до н. э. При империи Суй в 611 году император Ян-ди повелел в месте слияния трёх рек выделить из уездов Вэньань и Пиншу уезд Фэнли (丰利县), но при империи Тан в 627 году уезд Фэнли был присоединён к уезду Вэньань.
В 1949 году был образован Специальный район Тяньцзинь (天津专区), и уезд вошёл в его состав. В 1958 году Специальный район Тяньцзинь был расформирован; уезд Вэньань был присоединён к уезду Жэньцю.
В 1961 году был восстановлен Специальный район Тяньцзинь, и воссозданный уезд Вэньань вновь вошёл в его состав.
В 1967 году Специальный район Тяньцзинь был переименован в Округ Тяньцзинь (天津地区). В 1973 году Округ Тяньцзинь был переименован в Округ Ланфан (廊坊地区). В сентябре 1988 года решением Госсовета КНР округ Ланфан был преобразован в городской округ Ланфан.

## Административное деление
Уезд Вэньань делится на 12 посёлков и 1 национальную волость.